# فریادکش شمالی
فریادکش شمالی (نام علمی: Chauna chavaria) نام یک گونه از تیره فریادکشان است.